# 维特金德
维特金德（德語：Wittekind，1936年3月9日—2024年12月16日），前任瓦爾德克和皮爾蒙特家族首領。

## 生平
维特金德是瓦尔德克和皮尔蒙特末代亲王世子约西亚斯与妻子奥尔登堡的奥尔特伯格·玛丽·马蒂尔德·奥尔加的长子，1936年生于巴德阿罗尔森。是荷兰朱丽安娜女王的表弟。教父是阿道夫·希特勒和海因里希·希姆莱。
维特金德曾在德国武装部队服役，军衔中校。
1967年11月30日，维特金德的父亲约西亚斯去世，维特金德成为瓦尔德克和皮尔蒙特亲王家族族长，与他的家人居住在阿罗尔森城堡。

## 婚姻与子女
1988年5月19日，维特金德在巴特阿罗尔森与格斯-绍瑙女伯爵塞西莉亚结婚，婚后有三子：
- 长子卡尔-安东·克里斯蒂安·古斯塔夫·克莱门斯·亚历山大（Carl-Anton Christian Gustav Clemens Alexander，1991年12月25日—），瓦尔德克和皮尔蒙特亲王世子；
- 次子约西亚斯·克里斯蒂安·亚历山大（Josias Christian Alexander，1993年7月7日—），与弟弟是双胞胎；
- 三子约翰内斯·埃伯哈德·维特金德（Johannes Eberhard Wittekind，1993年7月7日—），与哥哥是双胞胎。

维特金德是英国国王乔治二世的直系后裔，所以也是英国王位继承人。同时还是荷兰前女王朱丽安娜一世的表弟。